# Gustav Meisel
Simon Gustav Meisel (* 5. Januar 1803 in Werdau; † 6. Juli 1857 in Wiesenburg) war ein sächsischer Jurist und Politiker.

## Leben
Meisel stammte aus der westsächsischen Stadt Werdau, wo sein Vater August Heinrich Erdmann Meisel († 1824) als Gastwirt tätig war und daneben ein chemisches Laboratorium betrieb. Zudem bildhauerte und malte er.
Er besuchte zunächst eine Sammelschule in Werdau, bevor er seine Schulbildung ab 1817 auf dem Lyzeum in Schneeberg und ab 1818 auf dem Lyzeum in Zwickau fortsetzte. Anschließend studierte er bis an der Universität Leipzig die Rechtswissenschaften. Ab 1824 war er als Aktuar in Crimmitschau tätig. 1828 zum Advokaten zugelassen und kehrte zurück in seine Vaterstadt Werdau. Von 1830 bis 1835 hatte er dort das Amt des Stadtschreibers inne. Er begründete 1832 die erste lokale Zeitung, das Werdau-Crimmitschauer Wochenblatt.  1835 fand er als Amtsaktuar Anstellung in Frauenstein und wechselte 1838 als Justiziar an das Amtsgericht Oberwiesenthal. 1843 wurde Meisel zum Direktor des Landgerichts in Kirchberg ernannt, welches Amt er bis 1854 innehatte. Auf dem Landtag 1849/50 vertrat er den 47., 48. und 49. Wahlbezirk in der I. Kammer des Sächsischen Landtags. In diesem bekleidete er das Amt des 1. Sekretärs der Kammer.
Ein Manuskript Meisels mit dem Titel Erinnerungen aus meinem Leben befindet sich im Heimatmuseum in Werdau. Auszüge aus diesem wurden 1917 in der Sächsischen Staatszeitung veröffentlicht.
Er war ab 1828 mit Ulrike Ernestine geborene Jacob verheiratet.